# Hernie discale manutentions (maladie professionnelle)
Pour les articles homonymes, voir Hernie.
Cet article décrit les critères administratifs pour qu'une hernie discale soit reconnue comme maladie professionnelle en France.
Ce sujet relève du domaine de la législation sur la protection sociale et a un caractère plus juridique que médical. Pour la description clinique de la maladie se reporter à l'article suivant :

## Législation enFrance

### Régime général
| Fiche Maladie professionnelle | Fiche Maladie professionnelle | Fiche Maladie professionnelle |
| Ce tableau définit les critères à prendre en compte pour qu'une hernie discale provoquée par les manutentions soit prise en charge au titre de la maladie professionnelle | Ce tableau définit les critères à prendre en compte pour qu'une hernie discale provoquée par les manutentions soit prise en charge au titre de la maladie professionnelle | Ce tableau définit les critères à prendre en compte pour qu'une hernie discale provoquée par les manutentions soit prise en charge au titre de la maladie professionnelle |
| Régime Général Date de création : 16 février 1999 | Régime Général Date de création : 16 février 1999 | Régime Général Date de création : 16 février 1999 |
| Tableau N°98 RG | Tableau N°98 RG | Tableau N°98 RG |
| Affections chroniques du rachis lombaire provoquées par la manutention manuelle de charges lourdes                                                                        | Affections chroniques du rachis lombaire provoquées par la manutention manuelle de charges lourdes                                                                        | Affections chroniques du rachis lombaire provoquées par la manutention manuelle de charges lourdes |
| --- | --- | --- |
| Désignation des Maladies | Délai de prise en charge | Liste Limitative des principaux travaux susceptibles de provoquer ces maladies |
| Sciatique par hernie discale L4-L5 ou L5-S1 avec atteinte radiculaire de topographie concordante.                                                                         | 6 mois (sous réserve d'une durée d'exposition de 5 ans) | Travaux de manutention manuelle de charges lourdes effectués : |
| Radiculalgie crurale par hernie discale L2-L3 ou L3-L4 ou L4-L5, avec atteinte radiculaire de topographie concordante.                                                    | | - dans le fret routier, maritime, ferroviaire, aérien - dans le bâtiment, le gros-œuvre, les travaux publics - dans les mines et Carrières - dans le ramassage d'ordures ménagères et de déchets industriels |
| | | - dans le déménagement, les garde-meubles - dans les abattoirs et les entreprises d'équarrissage - dans le chargement et le déchargement en cours de fabrication, dans la livraison, y compris pour le compte d'autrui, le stockage et la répartition des produits industriels et alimentaires, agricoles et forestiers; - dans le cadre des soins médicaux et paramédicaux lors de la manutention de personnes - dans le cadre du brancardage et du transport de malades - dans les entreprises funéraires. |
| Date de mise à jour : | | |

### Régime agricole
| Fiche Maladie professionnelle | Fiche Maladie professionnelle | Fiche Maladie professionnelle |
| Ce tableau définit les critères à prendre en compte pour qu'une hernie discale provoquée par les manutentions soit prise en charge au titre de la maladie professionnelle | Ce tableau définit les critères à prendre en compte pour qu'une hernie discale provoquée par les manutentions soit prise en charge au titre de la maladie professionnelle | Ce tableau définit les critères à prendre en compte pour qu'une hernie discale provoquée par les manutentions soit prise en charge au titre de la maladie professionnelle |
| Régime Agricole. Date de création : 20 mars 1999 | Régime Agricole. Date de création : 20 mars 1999 | Régime Agricole. Date de création : 20 mars 1999 |
| Tableau N°57 bis RA | Tableau N°57 bis RA | Tableau N°57 bis RA |
| Affections chroniques du rachis lombaire provoquées par la manutention manuelle de charges lourdes                                                                        | Affections chroniques du rachis lombaire provoquées par la manutention manuelle de charges lourdes                                                                        | Affections chroniques du rachis lombaire provoquées par la manutention manuelle de charges lourdes |
| --- | --- | --- |
| Désignation des Maladies | Délai de prise en charge | Liste Limitative des principaux travaux susceptibles de provoquer ces maladies |
| Sciatique par hernie discale L4-L5 ou L5-S1 avec atteinte radiculaire de topographie concordante.                                                                         | 6 mois (sous réserve d'une durée d'exposition de 5 ans) | Travaux de manutention manuelle de charges lourdes effectués : |
| Radiculalgie crurale par hernie discale L2-L3 ou L3-L4 ou L4-L5, avec atteinte radiculaire de topographie concordante.                                                    | | - dans les exploitations agricoles et forestières, les scieries ; - dans les établissements de conchyliculture et de pisciculture ; - dans les entreprises de travaux agricoles, les entreprises de travaux paysagers ;                                                                |
| | | - dans les entreprises artisanales rurales ; - dans les abattoirs et entreprises d'équarrissage ; - dans le chargement et le déchargement en cours de fabrication, dans la livraison, le stockage et la répartition des produits agricoles et industriels, alimentaires et forestiers. |
| Date de mise à jour : | | |

## Sources générales
- (fr) Tableaux du régime Général sur le site de l’AIMT
- (fr) Guide des maladies professionnelles sur le site de l’INRS